# Ladeburg (Bernau bei Berlin)
Ladeburg ist seit dem 1. Juli 2001 Ortsteil der Stadt Bernau bei Berlin und hat etwa 3200 Einwohner (Stand 2024).

## Geschichte
Ladeburg entstand als Straßenangerdorf nach der Besitzergreifung des Barnims durch die Askanier um 1231. In diese Zeit fällt auch der Bau der Feldsteinkirche, die zusammen mit dem Dorfpfuhl den Kern des Dorfes bilden. Am 19. November 1300 bestätigte Markgraf Albrecht III. den Zisterzienser-Nonnen des Klosters Friedland bei Wriezen die Güter und Einkünfte. In dem Dokument erscheinen auch drei Wispel Roggen aus dem Dorf „Ladeborch“. Dies stellt die erste urkundliche Erwähnung Ladeburgs dar. Im Laufe der Jahrhunderte entstand durch eine
Überschneidung mit einer weiteren Siedlungsachse eine kreuzförmige Dorfanlage.
Nördlich von Ladeburg liegen noch heute die Reste der Bunkeranlagen des sogenannten Lagers „Koralle“, die ehemalige zentrale Marine-Funkleitstelle für U-Boote im Zweiten Weltkrieg.
Zur Zeit der DDR war in Ladeburg die 41. Fla-Raketenbrigade „Hermann Duncker“ der Luftstreitkräfte der Nationalen Volksarmee (LSK/LV) stationiert, für die ein Bunker gebaut worden war. Nach der Wiedervereinigung wurde die Anlage durch das FlaRak-Geschwader 52 der 5. Luftwaffendivision zunächst weiterbetrieben und zum 31. Dezember 1991 geschlossen, das FlaRak-Geschwader 52 wurde zum 31. Dezember 1993 aufgelöst.

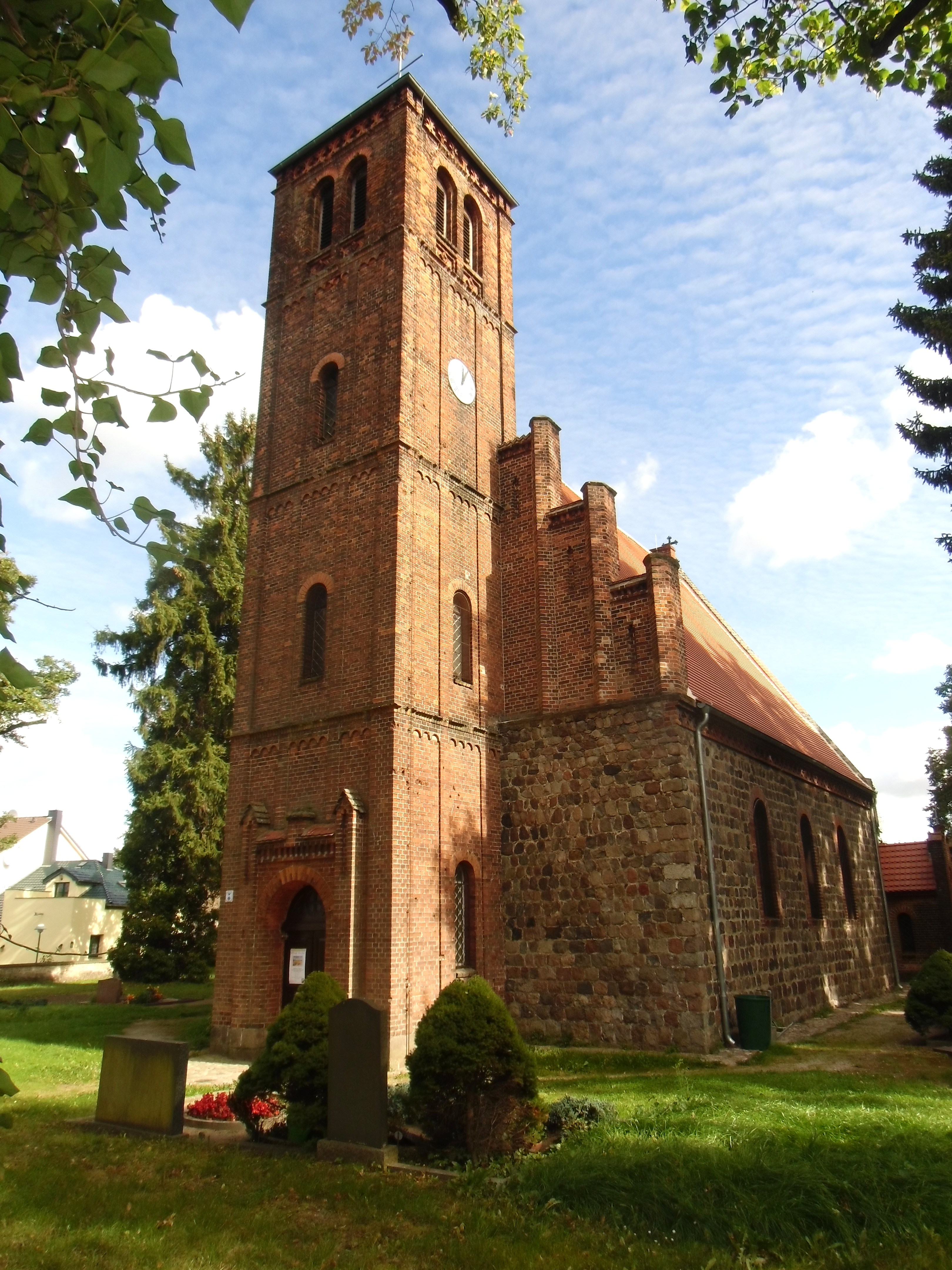
Dorfkirche Ladeburg

## Baudenkmale
Im Dorfgebiet des Ortsteils Ladeburg befinden sich einige Baudenkmäler: die Dorfkirche, das Wohnhaus (Schulerweiterungsbau) An der Kirche 6, das Wohnhaus Alte Lanker Straße 34, das ehemalige Zollhaus Alte Lanker Straße 31, das Doppelstubenhaus Schmetzdorfer Straße 4 und die Hofanlage Rüdnitzer Straße 4.

## Kirche
Der quadratische Chor entstand zusammen mit der fünfseitigen Apsis im frühen 13. Jahrhundert. Das Alter des Dachstuhls konnte mit Hilfe dendrochronologischer Untersuchungen auf das Jahr 1414 bestimmt werden. Er gilt damit als der älteste Dachstuhl in Brandenburg. 1853 erfolgte der Anbau des Kirchturms, der damit einen Vorgängerbau auf dem Chor ersetzte. In den Jahren 2011 und 2012 wurde der Dachstuhl saniert.

## Verkehr
Ladeburg verfügt über eine Hauptstraße (L 31), die eine schnelle Verbindung mit dem Stadtkern Bernaus, wie auch nach Lanke ermöglicht. Mehrere Buslinien bedienen diese Strecke.
Über die Schmetzdorfer Straße besteht des Weiteren eine Direktverbindung zur Siedlung Bernau Nord, wo sich auch die Anschlussstelle Bernau Nord der A 11 befindet.
Am östlichen Ende Ladeburgs verläuft die ehemalige Bundesstraße 2 in Richtung Eberswalde entlang. Es besteht allerdings keine Direktverbindung von der B 2 zur Siedlung Ladeburg.

## Wissenswertes
Die Umgebung von Ladeburg ist durch Wald und landwirtschaftliche Nutzflächen geprägt. Viele ausgeschilderte Wege führen in das nördlich gelegene Waldgebiet Ladeburger Heide und ins Biesenthaler Becken. Dort wachsen Kiefern, Lärchen, Robinien sowie Laubwälder. Neben den Wanderwegen existiert ein weit verzweigtes Reitwegenetz.
Westlich von Ladeburg liegt das Naturschutzgebiet Ladeburger Schäferpfühle. Mehrere Kleingewässer, Feuchtwiesen und Ackerbrachen bieten seltenen Pflanzenarten einen Lebensraum. Nachgewiesen sind zum Beispiel das Breitblättrige Knabenkraut (Dactylorhiza majalis) und zahlreiche Amphibienarten wie z. B. die Rotbauchunke, die auf der Roten Liste steht. Die Schäferpfühle dienen dem Weißstorch und anderen Vogelarten als Brut- und Rastplatz.
In der Umgebung von Ladeburg befinden sich Baumreihen und alte Alleen, beispielsweise die Linden entlang der Straße von Bernau nach Ladeburg und die Eichenallee (Klosterfelder Weg) mit rund 200 Jahre alten Eichen von Bernau in Richtung der Sandgrube westlich von Ladeburg. Zu den Naturdenkmälern gehören u. a. die alte Rüster (Ulmus laevis) an der Rüdnitzer Straße, eine Weide (Salix alba) am Ufer des Kleingewässers „Böhms Pfuhl“, die Eiche und Rosskastanie auf dem Dorfplatz und die Linde auf dem Kirchhof.
Nordöstlich von Ladeburg zur B 2 steht eine geschlossene Obstbaumallee mit verschiedenen Mirabellensorten, Äpfel und Birnen. Diese alten Obstbestände bieten vielen Tierarten einen geeigneten Lebensraum.
Durch Ladeburg führt der Radfernweg Berlin–Usedom.

## Regelmäßige Veranstaltungen
Im Januar werden die Weihnachtsbäume auf dem Gelände der Feuerwehr verbrannt. Im Mai findet ein Reit- und Springturnier statt, welches zu den größten in Brandenburg zählt. Zu Mittsommer veranstaltet die Gemeinde ein Konzert am Dorfteich. Die Kirche wird unter anderem für wechselnde Ausstellungen sowie ein Weihnachtskonzert genutzt. Ein Weihnachtsmarkt findet jährlich in der Vorweihnachtszeit auf der Dorfaue statt.

## Vereine
Vereine in Ladeburg sind unter anderem:
- Sportverein Blau Weiß Ladeburg e. V.
- Männergesangverein M. G. V. Teutonia 1925 e. V.
- Tierschutzverein Niederbarnim e. V.
- Ländlicher Reit- und Fahrverein Ladeburg e. V.